# Manišince
Manišince en serbe latin et Manishincë en albanais (en serbe cyrillique : Манишинце) est une localité du Kosovo située dans la commune/municipalité de Novobërdë/Novo Brdo, district de Pristina (Kosovo) ou district de Kosovo-Pomoravlje (Serbie). Selon le recensement kosovar de 2011, elle compte 67 habitants, tous serbes.

## Démographie

### Évolution historique de la population dans la localité
| 1948 | 1953 | 1961 | 1971 | 1981 | 1991 | 2011 |
| ---- | ---- | ---- | ---- | ---- | ---- | ---- |
| 155  | 184  | 229  | 246  | 203  | 138  | 67   |

|  |